# Fränzi
Fränzi ist ein weiblicher Vorname und eine (schweizerische) Kurzform von Franziska.

## Bekannte Namensträgerinnen
- Fränzi Aufdenblatten (* 1981), Schweizer Skirennfahrerin
- Lina Franziska "Fränzi" Fehrmann (1900–1950), Kindermodell der Brücke-Künstler
- Fränzi Kühne (* 1983), deutsche Unternehmerin
- Fränzi Madörin (* 1963), Schweizer Musikerin
- Fränzi Mägert-Kohli (* 1982), Schweizer Snowboarderin
- Fränzi Rothenburger-Wirth (* 1921), deutsche Schlager- und Operettensängerin der 1950er Jahre

## Sonstiges
- Fritz und Fränzi, ein Schweizer Eltern-Magazin
- Fränzi geht schlafen, Bilderbuch von Russell Hoban